# Валенсия (аэропорт)
Международный аэропорт Вале́нсия (исп. Aeropuerto de Valencia) — второй по пассажиропотоку аэропорт в Валенсии, после аэропорта Аликанте и десятый по пассажиропотоку в Испании. Также известен как аэропорт Манисес (Manises Airport). Расположен в 8 километрах к западу от центра Валенсии. Имеет воздушное сообщение с 20 странами, пассажиропоток 8,53 млн пассажиров за 2019 год.

## История
Идея создания аэропорта возникла в 1927 году из-за сильного увеличения населения и пассажиропотока в Валенсии. Местный морской вокзал был дооборудован для временного приёма гидропланов. Для строительства аэропорта власти сначала рассматривали узкий перешеек, разделяющий Ла Альбуферу (озеро, которое называют «Внутреннее море Валенсии» и побережье Балеарского моря. Однако из-за прав на землю вынуждены были отказаться от этого варианта и строительство началось рядом с городом Манисес в 8 км от Валенсии.
Официально аэропорт был открыт в 1933 году, однако первый рейс состоялся 1 сентября 1934 года перелётом Мадрид — Валенсия.
В 1983 году был построен новый пассажирский терминал, заменивший старое здание, возведённое в середине 60-х. Новое здание частично использует солнечную энергию, получаемую от солнечных батарей.
В марте 2007-го появился новый терминал для региональных рейсов, начато строительство терминала для частных джетов, и терминала стоянки транспортных средств. Также была расширена взлетно-посадочная полоса, и появились дополнительные рулежные дорожки. В 2009-м году аэропорт принял первый трансатлантический рейс — Boeing 757 авиакомпании Delta Air Lines рейсом из Нью-Йорка. Маршрут работал каждое лето, пока в конце 2012 года Delta не объявила, что в следующем году уйдет из испанского города; авиакомпания объяснила свое решение плохими финансовыми показателями рейса и ростом цен на топливо.
В 2012-м году главный терминал был расширен еще двадцатью стойками регистрации и новым залом для получения багажа, а также новым зданием для парковки автомобилей.
Аэропорт является основной базой регионального перевозчика Iberia Air Nostrum. Ирландская бюджетная авиакомпания Ryanair использовала аэропорт в качестве хаба с 2007 года, но решила закрыть его в ноябре 2008 года после спора по поводу субсидий со стороны администрации аэропорта. С тех пор авиакомпания продолжала работать из Валенсии, но использует его как относительно крупный аэропорт назначения, а не как базу.

## Характеристики

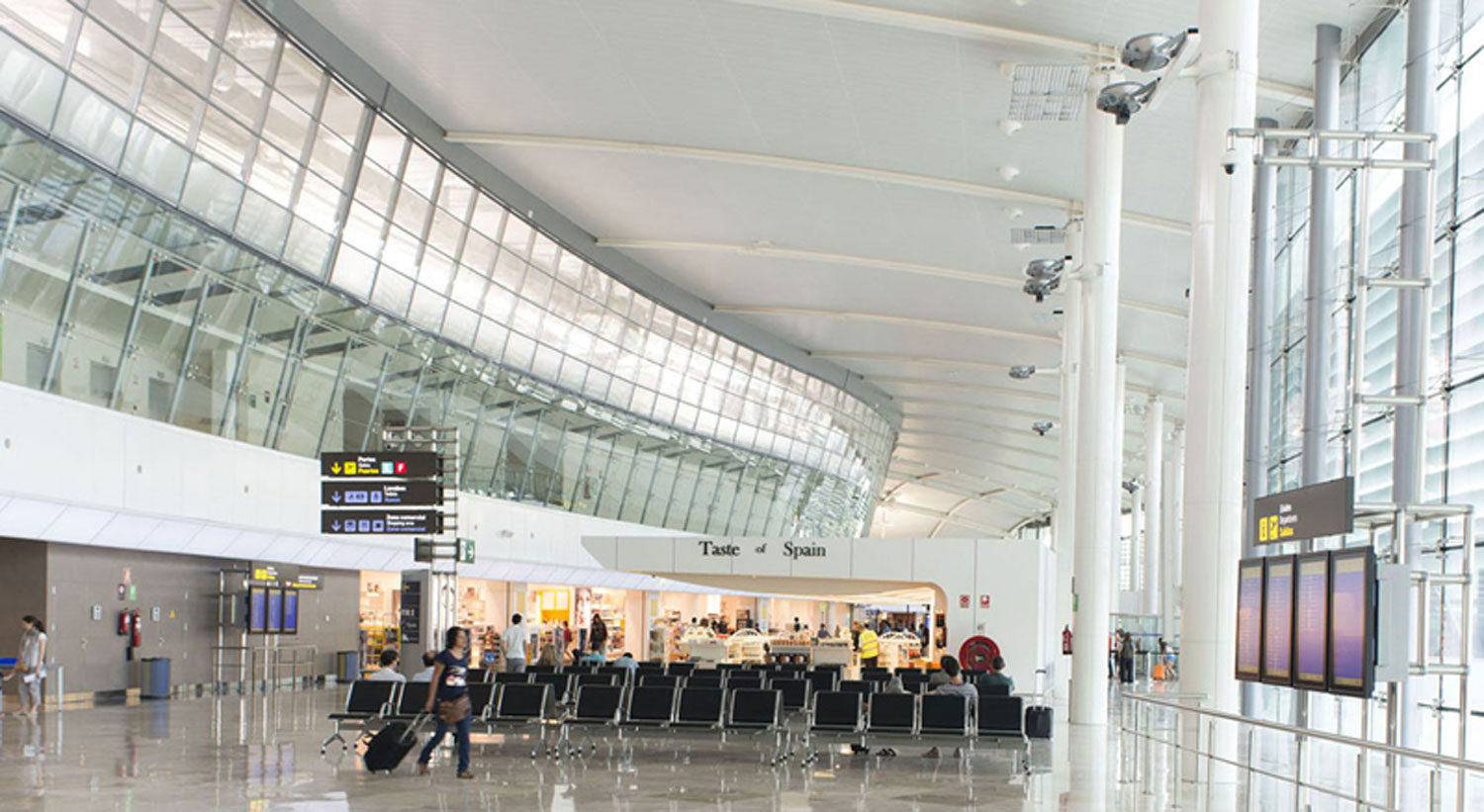
Зона контролируемой зоны возле гейтов 1-4.

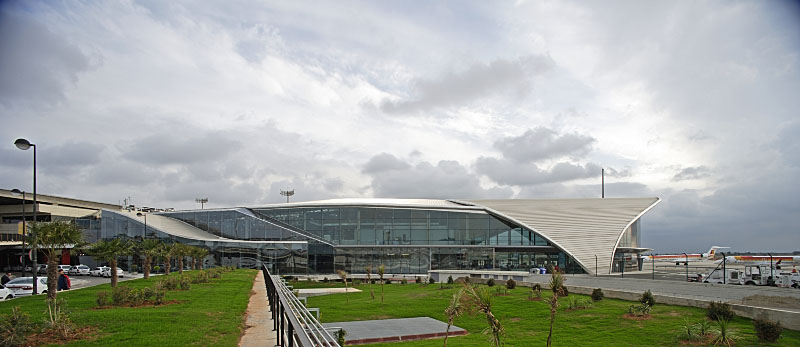
Внешний вид регионального терминала

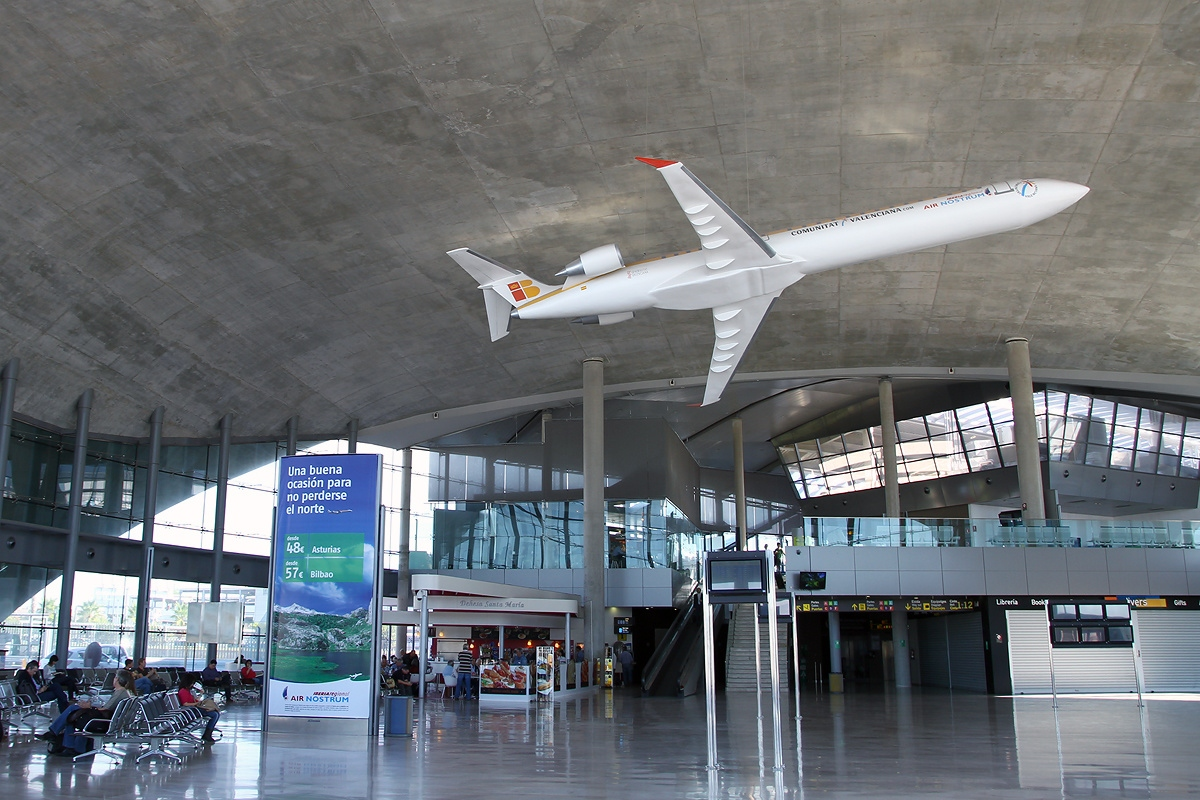
Зона контроля возле выходов 12-22

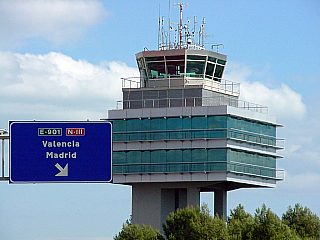
Диспетчерская вышка

### Терминал
Аэропорт Валенсии состоит из одного терминала, построенного в три этапа, которые напрямую связаны друг с другом. Общий зал состоит из трех зон регистрации: 1–12 — самая новая, под ней находится станция аэропорта, 13–42 — самое старое главное здание с заброшенным верхним этажом, 43–56 — самый большой зал, в которой размещается большинство авиакомпаний. Единая центральная зона безопасности ведет к воздушной зоне с выходами 1-22, причем выходы 1-4 являются новейшей зоной, предназначенной для рейсов из стран, не входящих в Шенгенскую зону. Выходы 12-22 расположены в отдельном зале, обозначенном как региональный терминал, который открылся к Кубку Америки 2007 года, что позволяет осуществлять посадку пешком, в основном на рейсы Iberia Regional и бюджетных перевозчиков. Некоторые гейты оборудованы телетрапами. В контролируемой зоне есть несколько точек питания и магазинов, однако Starbucks и Burger King были закрыты навсегда после пандемии COVID-19.

### Взлётно-посадочная полоса и перрон
Единственная действующая взлётно-посадочная полоса была удлинена на 50 м к 2007 году. Бывшая взлётно-посадочная полоса 04/22 не используется и не имеет ILS, но имеет вертолётную площадку на юго-западном конце.

## Статистика
Данные из запроса в Викиданные.

## Наземный транспорт

### Автомобильный
Аэропорт Валенсии расположен рядом с автомагистралью A-3, которая соединяет Валенсию с Мадридом, а также недалеко от прибрежной трассы A-7, ведущей в Барселону. Он связан с городом Валенсия регулярным автобусным маршрутом компании Fernanbus, который занимает от 30 до 35 минут и проходит через Мислату, Кварт-де-Поблет и Манисес.

### Железнодорожный
Сеть метро Валенсии с линиями 3 и 5 на станции «Аэропорт» соединяет аэропорт с центром города, главным железнодорожным вокзалом и портом Валенсии.